# 塔山战役
塔山战役（中国人民解放军称“塔山阻击战”）是中国第二次国共内战的辽沈战役期间，中华民国国军与东北野战军之间的一场战役。
塔山是塔山堡的简称，唐朝时山顶建有高七丈余塔，故名。塔山是一个位于锦西以东大约有一百户人家的小村庄，距离锦州15公里，距锦西4公里，唯一的重要之处就在于锦西去往锦州的铁路与公路直接从塔山穿过。塔山的东边濒海是打渔山岛，西面的白台山是塔山地区的制高点。为保障夺取锦州之役，东北野战军在此地仓促建立防御阵地，并以此来迎击援救锦州的国军东进兵团。最后东北野战军成功阻挡住国军东进救援锦州。塔山战役直接决定了锦州战役甚至于影响了辽沈战役的结局。
中共將辽沈战役中的塔山阻击战与黑山阻击战以及淮海战役中的徐东阻击战称为第二次国共内战“三大战役”中的“三大阻击战”。

## 战前部署
1948年9月12日，东北野战军发起辽沈战役，对北宁路锦州至山海关段发起攻击。10月1日，攻克兴城、塔山、高桥和义县，孤立锦州、锦西与山海关的国军。东北剿总副总司令兼锦州指挥所主任范汉杰指挥国军第6兵团及所属第93军、新编第8军等在锦州陷入围攻。
中華民國國軍总司令蒋中正决定国军集中锦西登陆集结的侯镜如“东进兵团”与沈阳派出的廖耀湘“西进兵团”东西对进，救援锦州并与东北野战军决战。为此，9月30日，蒋中正到北平，调集华北的第62、第92军、烟台的第39军等部队，由第17兵团司令官侯镜如指挥，海运锦西、葫芦岛以解锦州之围。10月2日，蒋中正飞抵沈阳，调集沈阳国军主力，由第9兵团司令官廖耀湘指挥，由沈阳西进，与“东进兵团”夹击围攻锦州的东北野战军。
同时，东北野战军在塔山地区和彰武、新立屯进行防御阻击作战，保障东北野战军围攻锦州。在塔山地区，东北野战军司令员林彪令第2兵团指挥第4纵队、第11纵队和两个热河独立师以及配属炮兵防守，阻击由锦西的国军东进兵团。为防止国军突破塔山防御阵地，林彪把第1纵队（欠一个师）置于塔山与锦州之间的高桥作为总预备队。
战役开始时，国军集结了驻守锦西、葫芦岛的第54军、暫編第62師；由华北海运到达的第62军、独立第95师。由于华北“剿总”不派部队接防，第92军防务无法交接仍留驻原地，仅运到第21师。而由烟台海运增援的第39军拖延到16日才到达。
国共双方在此次战役中共投入19个师（其中，国军11个师、东北野战军8个师）決戰。中华民国国军总司令蒋中正向国防部战地视察组第四组（华北战地督察组）组长罗奇（国军独立第95师前任师长）命令道：“此役由你亲自督战，攻不下塔山，军法从事！”。

## 塔山阻击战
东北野战军第2兵团负责指挥塔山阻击战，以第4纵队置于东起打渔山岛、西至白台山担任主要防御任务。4纵以12师为主担任塔山正面要点防御，以10师和11师为第二梯队，最前沿放置四个团的兵力，其中以塔山左右为重点防御地段。以第11纵队置于第4纵队以西（白台山以西）担任新立屯、魏家岭、老边一线防御；冀察热辽独立第4师、独立第6师在南面东窑站、双树铺、地藏寺、季家屯之线实施箝制。
10月6日，蒋介石亲临葫芦岛，对诸军官训话：“这一次战争胜败，关系到整个东北的存亡，几十万人的生命，都由你们负责。你们要有杀身成仁的决心。”在锦西、葫芦岛增援锦州的中华民国国军，在负责指挥的第十七兵團司令官侯镜如在唐山调集兵力未来到之前，暂归第54军军长阙汉骞指挥向塔山地区、锦州发动进攻。此时有第54军指挥的4个师，从华北增援来的第62军的2个师。
10月8日，东野四纵到达塔山。开始构筑防御阵地。
10月9日，第62军的第3个师抵达葫芦岛。
1948年10月10日拂晓，国军除第54军之第198师、暫編第57師留守锦西、葫芦岛外，第54军军长阙汉骞决定不等援军全部到来，率先向塔山发起试探性进攻，指挥第62军之第151师、第54军之第8师及暫編第62師等3个师并列，向塔山、白台山发起攻击，塔山阻击战开始。国军在东北野战军阵地的障碍物前受到轻重火力猛烈射击，未能攻占塔山。上午，国军暂编62师右翼袭占打渔山岛，下午4时，东北野战军第4纵队第10师第29团第1营夺回打渔山岛。10月10日，独立第95师到达葫芦岛。
10月11日，国军第62军之第157师加入战斗。阙汉骞以4个师的兵力，以独立95师为预备队，向塔山堡实施重点攻击。东北野战军阻击部队吸取前日仓促应战教训，采取新的阻击战术，即在国军炮击阵地时，解放军只留少数人员戒备，其余人员进入工事隐蔽。至10月11日下午战斗停止。此日国军伤亡1300多人。10月11日，第17兵团司令官侯镜如率领第92军第21师到达，准备接替阙汉骞指挥。10月11日，第21师到达葫芦岛。
10月12日，侯镜如停止了进攻，以调整兵力部署；国军以3、4个团的兵力袭扰塔山阻击部队，解放军阻击部队亦察觉到异常，在加紧抢修工事的同时，也对守防做了相应调整。10月12日东北剿总总司令卫立煌抵达葫芦岛视察，对侯镜如说：“你这个兵团解锦州之围，并与廖兵团会合，是不容易办到的”，并一再嘱咐要慎重。
10月13日凌晨四时国军开始发动进攻，基本沿用了阙汉骞的办法，未采纳54军（阙汉骞军长）提出的“以主力攻击白台山以西共军薄弱环节，大胆迂回到塔山背后，前后夹击，突破共军防线”，遭到62军军长林伟俦与罗奇的强烈反对。东进兵团实施强劲火力下的大规模疯狂进攻。国军绰号“赵子龙师”的独立第95师替换暫編第62師投入战斗，沿塔山至锦州公路主攻塔山左右两翼阵地，并动用海军重慶號巡洋艦火炮支援（但是重庆号舰长借口视野不佳未有力配合陆军），独立第95师攻击时采用波浪式的冲击战法，战斗极其惨烈，国军攻击部队遭到共军集中火力射击，攻势受阻于东北野战军阵地障碍物前。独立95师孤军深入铁路阵地，接近塔山村时，罗奇命后续部队第21师前进增援，而62军军长林伟俦却令21师停止前进，致95师在关键时刻得不到增援，伤亡严重。当日，国军伤亡1,245人，东北野战军伤亡1,048人。
塔山阻击战激战过程中，东北野战军司令员林彪向该战役指挥官第二兵团司令员程子华命令“我不要伤亡数字，我只要塔山！”。
10月14日拂晓五时，国军集结5个师的兵力再次进攻塔山。上午，国军反复冲锋，塔山阵地曾九次易手，最后仍在东北野战军控制之下。国军伤亡三千余人。
10月15日凌晨1时，国军对塔山东北野战军阵地实施突袭，突破前沿阵地。拂晓前，东北野战军集中炮火轰击并发动反击，国军后撤未能攻下塔山。国军独立第95师伤亡惨重，10月15日的攻势由第21师替换。15日，天降大雪。
东北野战军攻占锦州的消息传来，10月16日国军就地转入防御，塔山阻击战结束。
10月16日，第三十九军率2个师到达葫芦岛，根本就没有参战。
东北野战军攻克锦州以后，蒋中正坚持命令东进兵团与在辽西的廖耀湘兵团（辖新一军、新六军、新三军、第71军和第49军共5个军12个师10万余人）东西对进，收复锦州。1948年10月19日蒋介石任命杜聿明为东北剿总副总司令兼冀辽热边区司令官。10月23日杜聿明发动对塔山的进攻。10月26日东北野战军放弃阵地主动退走。10月27日，杜聿明飞北平见蒋介石商讨对策，蒋介石计划把葫芦岛的部队海运营口登陆策应廖耀湘兵团从辽西经营口撤退。1948年10月28日拂晓廖耀湘兵团全军覆没。1948年11月9日，杜聿明所部从锦西，葫芦岛海运南撤，东北全境解放。
在这场战役中，兵团司令官侯镜如（曾是中共秘密党员, 于1952年投共）的指挥不积极，从不支持54军参谋长的迂回塔山从侧翼进攻，再到国军突破阵地未派后续部队有力支援等等，都影响着战局。

## 战斗序列

### 进攻方：中华民国国军
- 东北剿总葫芦岛指挥所：1948年9月底卫立煌下令设立。剿总副总司令陈铁兼任指挥所主任，指挥所参谋长彭杰如。
- 第十七兵團：司令官侯镜如、 副司令刘春岭、 参谋长张伯权　　[5]1948年10月6日，蒋介石下令由侯镜如担任东进兵团总指挥，剥夺了陈铁的指挥权。在侯镜如在唐山调兵未就任之前，由54军军长阙汉骞全权指挥。战地督查组组长罗奇。
  - 第54军：軍長阙汉骞、 参谋长杨中藩　　[注 2]
    - 第8師：師長周文韜 副师长施有仁（下辖：第22团、第23团、第24团）属于胡宗南系嫡系部队。
    - 第198師：師長張純（下辖：第592团、第593团、第594团）属于土木系嫡系部队。
    - 暫編第57師：師長朱茂榛（下辖：1团、2团、3团）

  - 新六军暫編第62師：師長刘梓皋（下辖：1团、2团、3团）
  - 第62軍：軍長林伟俦（第十七兵团副司令官）、 副军长张琛、 参谋长谢义
    - 第67師：師長李学正（下辖：第199团、第200团、第201团）
    - 第151師：師長陈植（下辖：第451团、第452团、第453团）
    - 第157師：師長何宝松（下辖：第469团、第470团、第471团）

  - 独立第95师：師長朱致一（下辖：第283团、第284团、第285团）
  - 第92軍第21師：師長李荻秋（下辖：第61团、第62团、第63团）
  - 第39军：軍長王伯勋、 副军长程鹏、 参谋长张季
    - 第103師：師長曾元三（下辖：第307团、第308团、第309团）
    - 第147師：師長张家宝（下辖：第439团、第440团、第441团）
- 海军在辽东湾作战的海军舰艇组成临时混合舰队，由李国堂(后马纪壮)任司令。[2]，辖军舰“太康”号、“永胜”号、“永泰”号、“美乐”号及炮艇“海澄”号、“103”号等。后桂永清亲自乘“重庆”号巡洋舰，率领“永兴”号、“中基”号等军舰北上参战。共计有“重庆”号巡洋舰(旗舰)，“长治”号、“太平”号、“太康”号、“逸仙”号、“永靖”号(原为布雷舰)5艘护航舰，“中基”号、“中鼎”号、“中海”号3艘坦克登陆舰，“美乐”号、“美宏”号2艘中型登陆舰，“联利”号步兵登陆艇，“峨嵋”号修理舰，“中训”号、“中练”号2艘练习舰，“永宁”号、“永胜”号、“永定”号、“永顺”号4艘扫雷舰，“永兴”号防潜舰，“海澄”号、“海丰”号、103号、104号4艘炮艇。
- 北平方面空军

### 防御方：东北野战军
- 第二兵团　司令员 程子华　政委 黄克诚
  - 东北野战军第4纵队，司令员吴克华、政治委员莫文骅、副司令员胡奇才、副政治委员兼政治部主任欧阳文、参谋长李福泽、政治部主任孔石泉、潘寿才、 后勤部部长赵仲山
    - 第10师：师长蔡正国、政治委员李丙令、参谋长张捷勋、政治部主任何英
      - 第28团：团长鞠文义、政治委员张继璜
      - 第29团：团长卢仕胜、政治委员刘凌
      - 第30团：团长乐军、政治委员周梓桐

    - 第11师：师长田维扬、副政治委员吴宝山、副师长刘善福、参谋长郭家洛、政治部主任李毅
      - 第31团：团长杜彪、政治委员马杰
      - 第32团：团长张东林、政治委员倪昭九
      - 第33团：团长刘鹤田、政治委员邓望林

    - 第12师：师长江燮元、政治委员潘寿才、副师长卢燕秋、副政治委员兼政治部主任张秀川、参谋长李洪茂
      - 第34团：团长焦玉山、政治委员江民风
      - 第35团：团长韩复东、政治委员许军城
      - 第36团：团长江海、政治委员王淳

  - 东北野战军第11纵队，司令员贺晋年、政治委员陈仁麒、副司令员周仁杰、副政治委员兼政治部主任杨春圃、参谋长舒行、政治部副主任李勃、后勤部部长严旭
    - 第31师：师长欧致富、政治委员谢镗中、参谋长宋映、副参谋长郭树仁、政治部主任李直
    - 第32师：师长李光辉、政治委员刘禄常、副师长曾威、副政治委员兼政治部主任吴振刚、参谋长潘峰
    - 第33师：师长周仁杰（兼）、政治委员钟文法、副师长何廷一、参谋长夏新民、政治部主任吴彪

  - 热河独立4师：师长李道之、政治委员王晓生、副师长莫异明、参谋长杜敏、政治部主任侯全智
  - 热河独立6师：师长韩梅村、政治委员钟辉、副师长周志飞、副参谋长张荣森、政治部主任邹日清
  - 四纵炮兵团，团长王一平、政治委员郑戈令、政治部主任原世德

## 结果及影响
塔山阻击战，从10月10日至10月15日，共进行了六天六夜。中华民国国军始终无法突破东北野战军的塔山防御阵地，国军援锦被阻于塔山而失败。东北野战军伤亡3,774人（东北野战军伤亡人数在致中央军委电报中提到“第4、11纵队在守备战及小战斗中各伤亡五六千人”），中华民国国军伤亡6,549余人。塔山战役后，中华民国国军只能被限制在塔山一线，并为东北野战军整合部队、攻占锦州提供了时间，以至于之后东进围攻廖耀湘第9兵团，并直接决定了之后国共内战东北战事结局。

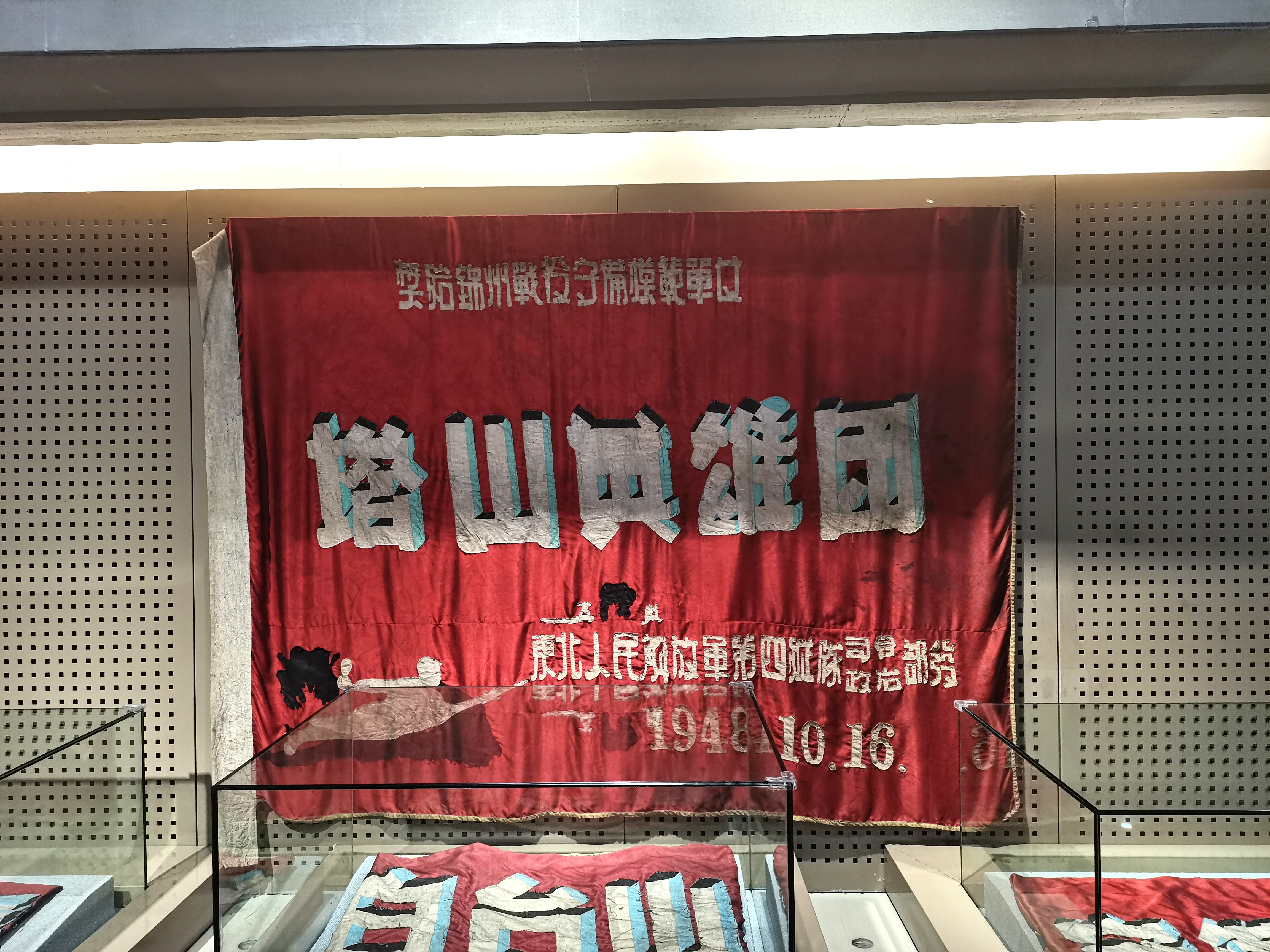
塔山英雄团锦旗，辽沈战役纪念馆展出

战后，中国人民解放军授予坚守塔山的第4纵队第12师第34团为“塔山英雄团”称号（现今中国人民解放军陆军第七十五集团军重型合成第一二三旅），当时全团只剩下21人。其它被授予称号的部队为：第12师35团为“白台山英雄团”称号（现今中国人民解放军陆军第七十四集团军合成第一五四旅某部）；第10师28团为“塔山英雄守备团”称号（现今中国人民解放军陆军第七十五集团军空中突击第一二一旅）；炮兵团为“威震敌胆炮团”称号。
中华人民共和国成立后，1963年10月，当地政府修建塔山革命烈士陵园，包括纪念塔、纪念馆两部分。1979年被列为辽宁省重点文物保护单位之一。
共有九名开国将军葬于塔山阻击战烈士陵园，分别是东北野战军4纵司令员吴克华、政委莫文骅、副司令员胡奇才、副政委兼政治部主任欧阳文、参谋长李福泽、4纵队12师师长江燮元、塔山英雄团团长焦玉山、塔山英雄团政委江民风、4纵12师参谋长李宏茂。

## 延伸阅读
- Zhu, Zongzhen and Wang, Chaoguang, Liberation War History, 1st Edition, Social Scientific Literary Publishing House in Beijing, 2000, ISBN 7801492072
- Zhang, Ping, History of the Liberation War, 1st Edition, Chinese Youth Publishing House in Beijing, 1987, ISBN 750060081X (pbk.)
- Jie, Lifu, Records of the Libration War: The Decisive Battle of Two Kinds of Fates, 1st Edition, Hebei People's Publishing House in Shijiazhuang, 1990, ISBN 7202007339
- Literary and Historical Research Committee of the Anhui Committee of the Chinese People's Political Consultative Conference, Liberation War, 1st Edition, Anhui People's Publishing House in Hefei, 1987, ISBN 7212000078
- Li, Zuomin, Heroic Division and Iron Horse: Records of the Liberation War, 1st Edition, Communist Party of China|Chinese Communist Party History Publishing House in Beijing, 2004, ISBN 7801990293
- Wang, Xingsheng, and Zhang, Jingshan, Chinese Liberation War, 1st Edition, People's Liberation Army Literature and Art Publishing House in Beijing, 2001, ISBN 750331351X (set)
- Huang, Youlan, History of the Chinese People's Liberation War, 1st Edition, Archives Publishing House in Beijing, 1992, ISBN 7800193381
- Liu Wusheng, From Yan'an to Beijing: A Collection of Military Records and Research Publications of Important Campaigns in the Liberation War, 1st Edition, Central Literary Publishing House in Beijing, 1993, ISBN 7507300749
- Tang, Yilu and Bi, Jianzhong, History of Chinese People's Liberation Army in Chinese Liberation War, 1st Edition, Military Scientific Publishing House in Beijing, 1993 – 1997, ISBN 7800217191 (Volum 1), 7800219615 (Volum 2), 7800219631 (Volum 3), 7801370937 (Volum 4), and 7801370953 (Volum 5)